# ルネ・ウォルムス
ルネ・ウォルムス(René Worms 1869年12月8日- 1926年2月12日)は、レンヌ出身のフランスの社会学者。社会有機体論で知られる。政治経済学者のエミール・ウォルムスの息子。1893年に国際社会学協会を設立し、『国際社会学評論』誌(Revue internationale de sociologie) を創刊。

## 注
| スタブアイコン | サブスタブ | この項目は、まだ閲覧者の調べものの参照としては役立たない、人物に関連した書きかけの項目です。この項目を加筆・訂正などしてくださる協力者を求めています（P:人物伝/PJ:人物伝）。 |